# Bob Robert Brier
Bob Robert Brier (n. 13 decembrie 1943, New York City) este un renumit egiptolog american specializat și în „paleopatologie”.
În afară de numele său real mai este cunoscut – și poate chiar mai mult decât cu numele său  ca Mr. Mummy. În prezent își desfășoară activitatea la Long Island University și este unanim recunoscut ca fiind cel mai mare expert întru ale mumiilor și în ceea ce privește procesul de mumificare.

## Originea
Născut și crescut în The Bronx, New York, Dr. Brier a obținut licența la Hunter College de la City University of New York. Între anii 1960 - 1970 a activat în cadrul cercetări la Institutul de Parapsihologie (fosta Fundație pentru Cercetării asupra Naturii Omului), din Durham, North Carolina (Carolina de Nord). În 1970 și-a luat doctoratul în filosofie la University of North Carolina at Chapel Hill după care , din 1972, a început să predea la Long Island University. Din 1981 până în 1996 a desfășurat oficiul de președinte al departamentului de filozofie precum și pe cel al fundației National Endowment for the Humanities din cadrul programului „Egyptology Today”. În 2004 a fost numit „Senior Research Fellow at C.W. Post Campus”.

## Cercetare și alte activități
Dr. Brier a condus cercetări de pionierat în privința practicii mondiale de mumificare precum și a procesului acesteia. El a investigat mumii celebre precum: Tutankhamon, Ramses cel Mare, Vladimir Lenin, Eva Perón (mai cunoscută simplu cu numele de Evita), precum și mumiile familiei de Medici.
În 1994, Dr. Brier împreună cu Roland Wade (directorul Centrului de Anatomie din Maryland) au fost primele persoane (cel puțin în ultimii 2 000 de ani) care au mumificat un cadavru omenesc folosind tehnicile Egiptului antic. Acesta este evenimentul care i-a procurat afectuosul nume „Mr. Mummy”. Atât el cât și lucrarea sa au constituit imediat tema unei emisiuni la National Geographic. Prezența lui a fost căutată și găzduită și de alte canale televizive (între care de amintit TLC Network, CNN, 60 Minutes și 20/20). Rezultatele cercetării sale au fost prezentate în revista de specialitate Archaeology Magazine și de celebrul The New York Times.
În 1999, Dr. Brier a pregătit și a publicat 48 de conferințe intitulate: „Istoria Egiptului antic” ("The History of Ancient Egypt"), destinate societății „The Teaching Company” (o societate pe acțiuni care oferă conferințele înregistrate ale celor mai importanți profesori din universitățile americane; selectarea lor pentru aceste conferințe spune mult dacă se ia în considerație procentul: sunt selectați numai 1% dintre profesorii cei mai reprezentativi). Long Island University l-a recompensat cu premiul „David Newton” pentru Excelență scolastică. De două ori a fost selecționat ca Fulbright Scholar.
Din 24 martie până în 8 aprilie 2006, împreună cu Prof. Patricia Remler, specialist în istoria artei, a condus un grup de participanți occidentali prin oazele Egiptene; aceasta a coincis cu eclipsa totală de soare din 29 martie 2006.

## Publicații
N.b. - operele marcate cu acest semn   sunt cele considerate biografie esențială în domeniu
Pe lângă opera sa de cercetări inovatoare, Dr. Brier a publicat nenumărate articole de specialitate și cărți.
- "Precognition and the philosophy of science: An essay on backward causation" (1974) ISBN 0-391-00325-9
- "The Glory of Ancient Egypt: A Collection of Rare Engravings from the Napoleonic Expedition" (1990) ISBN 0-8115-4469-9
- "Egyptomania" (June, 1992) ISBN 0-933699-26-3
- "Egyptian Mummies : Unraveling the Secrets of an Ancient Art" (14 martie 1996) ISBN 0-688-14624-4
- "The Encyclopedia of Mummies" (septembrie, 1998) ISBN 0-8160-3906-2
- "The Murder of Tutankhamen" (1 martie 1999) ISBN 0-425-16689-9
- "The Daily Life of the Ancient Egyptians" (with Hoyt Hobbs) (30 decembrie 1999) ISBN 0-313-30313-4